# مرازيك (تكاط)
مرازيك هي إحدى مشيخات المملكة المغربية، تتبع جغرافيا لإقليم الصويرة وإداريًا لتكاط. يقدر عدد سكانها بـ 2872 نسمة حسب الإحصاء الرسمي للسكان والسكنى لسنة 2004.